# Откровение Варуха
«Откровение Варуха» («3 Вар», «Греческий Варух») — ветхозаветный апокриф, произведение греческой литературы, приписываемый Варуху (VI век до н. э.).

## Описание
Приписывается Варуху (VI в. до P. X.), ученику пророка Иеремии. Предполагается, что неизвестное иудейское произведение было переработано христианином.
Близка к славянской Книге Еноха Праведного.
Известно несколько славянских переводов произведения, в том числе:
- список Сречковича и Дринова, изданный М. И. Соколовым;
- список, изданный Ст. Новаковичем;
- болгарский список из собрания Н. С. Тихонравова, изданный П. А. Лавровым;
- список ГБЛ, собр. МДА, № 368/379, изданный Н. С. Тихонравовым;
- список из собрания Барсова[2]

## Издания
- М. R. James. Apocrypha anecdota. V. II. Cambridge, 1897.

### Переводы
- Перевод Марии и Вадима Витковских, 2001 год[1].